# Língua guajá
O guajá é uma língua indígena brasileira. Pertence à família linguística tupi-guarani e ao tronco linguístico tupi. É falada pelos Awá-Guajá.